# Малюта Володимир Ігорович
Володи́мир І́горович Малю́та (нар. 9 серпня 1941, Улан-Батор, Монголія — пом. 5 січня 2022, Київ, Україна) — радянський та український спеціаліст зі спортивної медицини, лікар футбольного клубу «Динамо» (Київ). Кандидат медичних наук (1966). Заслужений лікар УРСР (1986).

## Життєпис
Народився у столиці Монголії — місті Улан-Батор у сім'ї військовослужбовця. Закінчивши школу 1958 року, вступив на лікувальний факультет Томського державного медичного інституту, який закінчив 1964 року. Ще за часів навчання почав працювати в Кемеровському обласному онкологічному диспансері. З 1964 по 1975 рік обіймав там посади ординатора, лікаря, з 1969-го — завідувач хірургічного відділення. У 1970—1975 роках — асистент кафедри онкології Кемеровського медичного інституту.
З 1967 року на громадських засадах працював лікарем футбольного клубу «Кузбас» (Кемерово). З його участю на клубній базі побудували реабілітаційний центр.
З 1975 року — лікар Київської ради «Динамо», з 1998-го — лікар ФК «Динамо» (Київ).
Був лікарем національної збірної команди з футболу.
Мешкав у Києві. Був одружений, мав чотирьох дітей.
Помер 5 січня 2022 року на навчально-тренувальній базі «Динамо» в Конча-Заспі. Після прийому чергового пацієнта серце Володимира Малюти зупинилося просто на робочому місці. Похований у Києві на Берковецькому кладовищі (ділянка 13, ряд 12).

## Наукова діяльність
Співавтор монографій:
- Самосюк И. З., Малюта В. И., Чухраев Н. В. Лечение болевых синдромов. — Вена: НМАПО им. П. Л. Шупика, УО физич. и реабилитац. медицины, 2016. — 224 с. (рос.)
- Самосюк И. З., Малюта В. И., Чухраев Н. В. Медицинская и психологическая реабилитация постинсультных больных / под ред. Чухраева Н. В., Малюты В. И. — Радом: Radomska Szkoła Wyższa w Radomiu, 2018. — 527 с. (рос.)
- Самосюк И. З., Малюта В. И., Чухраев Н. В., Шморгун А. А. Применение ультразвуковой магнитолазерной терапии в клинической и спортивной медицине. — Киев, 2019. — 376 с. (рос.)

Співавтор низки патентів на винаходи (загалом 13).

## Творчість
Автор статей у періодиці (тижневик «Футбол-Хоккей», журнал «Спортивная жизнь России»), популярної брошури «Футболістові про режим відпочинку».

## Нагороди, відзнаки
- Орден князя Ярослава Мудрого V ст. (14 жовтня 2020) — за вагомі особисті заслуги у розвитку і популяризації вітчизняного футболу, піднесення міжнародного спортивного престижу України та з нагоди 45-річчя перемог у фінальних матчах Кубка володарів кубків і Суперкубка УЄФА, здобутих під керівництвом головного тренера футбольного клубу «„Динамо“ Київ», Героя України Лобановського Валерія Васильовича[3]
- Орден «За заслуги» I ст. (27 червня 2015) — за значний особистий внесок у державне будівництво, соціально-економічний, науково-технічний, культурно-освітній розвиток України, вагомі трудові здобутки та високий професіоналізм[4]
- Орден «За заслуги» II ст. (19 серпня 2006) — за досягнення високих спортивних результатів на чемпіонаті світу з футболу 2006 року (Федеративна Республіка Німеччина), виявлені мужність, самовідданість і волю до перемоги, утвердження міжнародного авторитету України[5]
- Орден «За заслуги» III ст. (10 вересня 1997) — за видатні спортивні досягнення, вагомий особистий внесок в утвердження авторитету України в світі[6]
- Заслужений лікар УРСР (1986) — за заслуги в розвитку охорони здоров'я, значний внесок у медичне забезпечення футбольної команди «Динамо»[7]
- Почесний знак Федерації футболу України — медаль «За заслуги»

Відзначений срібною презентаційною медаллю «Інавгурація Президента України» (2014).